# Jaak Raes
Jaak Raes (Aaigem, 7 juli 1960) is een Belgisch topambtenaar. Sinds 2014 is hij administrateur-generaal van de Staatsveiligheid.

## Levensloop
Jaak Raes behaalde het diploma van licentiaat in de rechtsgeleerdheid aan de Rijksuniversiteit Gent en een diploma van de hogere graad van de School voor Criminologie en Criminalistiek en is titularis van verschillende managementopleidingen aan de Vlerick Leuven Gent Management School.
Hij begon zijn loopbaan in 1984 bij de gerechtelijke politie in Mechelen. In 1992 werd hij directeur van de School voor Criminologie en Criminalistiek. Bij de voorbereiding van de politiehervorming in 1998 werd hij ingeschakeld als expert. Een jaar later, in 1999, werd hij aangewezen tot adjunct-commissaris-generaal van de gerechtelijke politie bij de parketten. In 2000 werd hij directeur beleid, beheer en ontwikkeling bij de algemene directie van de Federale Gerechtelijke Politie.
Van 2003 tot 2014 was Raes algemeen directeur van het Nationaal Crisiscentrum. Hij was tevens federaal voorzitter van de structuur Kustwacht (2005-2014) en directeur-generaal ad interim van de Algemene Directie Civiele Veiligheid (2009-2012). In 2014 was hij ook een jaar lang voorzitter ad interim van het directiecomité van de Federale Overheidsdienst Binnenlandse Zaken.
In 2014 volgde Raes Alain Winants op als administrateur-generaal van Staatsveiligheid.